# Franciszek Biesiadecki
Franciszek Ksawery Biesiadecki h. Prus (ur. 28 lipca 1869 w Krakowie, zm. 4 lipca 1941 w Konotopie) – właściciel ziemski, bibliofil, kolekcjoner, mecenas ruchu bibliofilskiego w Polsce, zasłużony numizmatyk, poseł na Sejm Krajowy Galicji X kadencji.

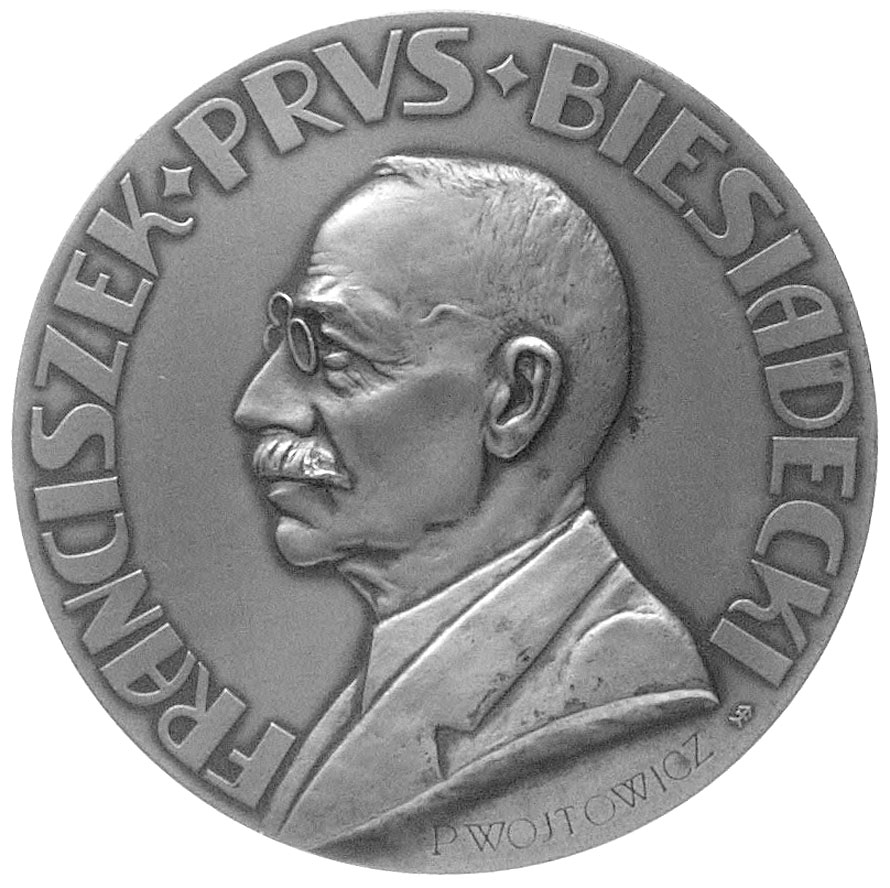
Medal ku czci Franciszka Biesiadeckiego wybity w 1931

## Życiorys
Był synem lekarza patomorfologa, profesora Uniwersytetu Jagiellońskiego Alfreda Biesiadeckiego, i Izy z Meyerów. Miał młodszego brata Józefa, który zginął w 1886 na Czerwonym Wierchu. Ukończył we Lwowie gimnazjum, następnie wydział prawa Uniwersytetu Franciszkańskiego (1891). Po studiach, w latach 1892–1893 pracował w Banku Krajowym, od 1894 zajął się prowadzeniem gospodarstwa w majątku Rohatyn, gdzie posiadał bibliotekę składającą się z 5 tysięcy woluminów z zakresu historii, sztuki i numizmatyki. Księgozbiór uległ zniszczeniu podczas I wojny światowej. Członek i działacz Galicyjskiego Towarzystwa Gospodarskiego, członek jego Komitetu (24 czerwca 1910 – 13 czerwca 1912).  Członek Towarzystwa Kółek Rolniczych we Lwowie, prezes jego Zarządu Powiatowego w Rohatyniu (1914). Przed 1914 był właścicielem Firlejowa.
W latach 1910–1911 był posłem do Rady Państwa w Wiedniu. W 1913 został posłem Sejmu Krajowego Galicji X kadencji reprezentując I kurię okręgu Brzeżany. Założyciel, wydawca i redaktor w latach 1917–1922 czasopisma bibliofilskiego „Exlibris”. Był współzałożycielem Towarzystwa Miłośników Książki w Krakowie w 1922, a następnie w 1923 we Lwowie, gdzie w 1925 przejął po Janie Kasprowiczu funkcję prezesa. Był honorowym prezesem I i II Zjazdu Bibliofilów Polskich, członkiem Towarzystwa Numizmatycznego w Krakowie oraz Rycerskiego Zakonu Bibliofilskiego z Kapitułą Orderu Białego Kruka w Krakowie. W 1930 odznaczony Orderem Białego Kruka. W 1931 Towarzystwo Miłośników Książki w Krakowie wybiło na jego cześć złoty medal wręczony mu uroczyście 14 lutego 1932 we Lwowie. Nabył i przekazał do Muzeum Narodowego w Krakowie księgozbiór Antoniego Ryszarda.
Po wybuchu II wojny światowej pozostał we Lwowie. Aresztowany 9 kwietnia 1940, osadzony w więzieniu przy ul. Łąckiego. Następnie wywieziony do Konotopu, gdzie zmarł 4 lipca 1941.
Był dwukrotnie żonaty: po raz pierwszy z Wandą Wereszczyńską, po raz drugi z Anielą Turysiewicz (od 1911).

## Odznaczenia
- Srebrny Wawrzyn Akademicki (5 listopada 1935)[12]